# Czernina (gromada)
Czernina – dawna gromada, czyli najmniejsza jednostka podziału terytorialnego Polskiej Rzeczypospolitej Ludowej w latach 1954–1972.
Gromady, z gromadzkimi radami narodowymi (GRN) jako organami władzy najniższego stopnia na wsi, funkcjonowały od reformy reorganizującej administrację wiejską przeprowadzonej jesienią 1954 do momentu ich zniesienia z dniem 1 stycznia 1973, tym samym wypierając organizację gminną w latach 1954–1972.
Gromadę Czernina z siedzibą GRN w Czerninie utworzono – jako jedną z 8759 gromad na obszarze Polski – w powiecie górowskim w woj. wrocławskim, na mocy uchwały nr 13/54 WRN we Wrocławiu z dnia 2 października 1954. W skład jednostki weszły obszary dotychczasowych gromad Czernina, Czernina Dolna, Czernina Górna i Ligota ze zniesionej gminy Czernina w tymże powiecie. Dla gromady ustalono 17 członków gromadzkiej rady narodowej.
1 stycznia 1960 do gromady Czernina włączono wsie Borszyn Mały, Kruszyniec, Strumyk i Borszyn Wielki ze zniesionej gromady Borszyn Mały oraz wsie Zaborowice, Giżyn i Sułków ze zniesionej gromady Zaborowice w tymże powiecie.
Gromada przetrwała do końca 1972 roku, czyli do kolejnej reformy gminnej. 1 stycznia 1973 w powiecie górowskim reaktywowano gminę Czernina (zniesiono ją ponownie 15 stycznia 1976).